# 镰果杜鹃
镰果杜鹃（学名：Rhododendron fulvum）为杜鹃花科杜鹃花属下的一个种。

## 外部連結
- 維基物種上的相關：镰果杜鹃